# Helina setigera
Helina setigera är en tvåvingeart som först beskrevs av Pokorny 1887.  Helina setigera ingår i släktet Helina och familjen husflugor. Inga underarter finns listade i Catalogue of Life.